# Anna Lapwood
Anna Ruth Ella Lapwood MBE (High Wycombe, 28 juli 1995) is een Brits organist, dirigent en radio- en televisiepresentator.
In 2016 werd ze aangesteld als chef-dirigent aan het Pembroke College in Cambridge. Ze was op dat moment een van de jongste mensen die ooit een koor van een Oxford- of Cambridge-college had gedirigeerd. In februari 2025 werd bekend dat ze deze positie aan het einde van het academisch jaar 2024-2025 zou verlaten.
In mei 2025 werd ze benoemd tot de eerste officiële organist van de Royal Albert Hall in Londen.

## Discografie
- Firedove (Sony Classical, 2025)
- The Waiting Sky (Sony Classical, 2024)
- Midnight Sessions at the Royal Albert Hall (Sony, 2023)
- Luna (Sony Classical, 2023)
- A Pembroke Christmas (Signum Classics, 2022)
- Celestial Dawn (Signum Classics, 2022)
- Images (Signum Classics, 2021)
- All Things Are Quite Silent (Signum Classics, 2020)